# Emilio Sánchez
Emilio Angel Sánchez Vicario (ur. 29 maja 1965 w Madrycie) – hiszpański tenisista, zwycięzca turniejów wielkoszlemowych w grze podwójnej i mieszanej, lider rankingu deblowego, reprezentant w Pucharze Davisa, srebrny medalista igrzysk olimpijskich w Seulu (1988) w deblu.

## Kariera tenisowa
Emilio Sánchez karierę tenisową rozpoczął w roku 1984. Odnosił sukcesy w konkurencji singla oraz debla. W grze pojedynczej Hiszpan wygrał 15 turniejów ATP World Tour, a w dalszych 12 był finalistą. W grze podwójnej wygrał łącznie 50 turniejów ATP World Tour, w tym 3 rozgrywki wielkoszlemowe: French Open 1988 (w parze z Andrésem Gómezem) i French Open 1990 (z Sergio Casalem) oraz US Open 1988 (z Casalem). Ponadto Sánchez grał również w 29 finałach deblowych, wliczając m.in. Wimbledon 1987 oraz kończący sezon turniej ATP Finals z lat 1988 i 1990.
W październiku roku 1988 zdobył srebrny medal podczas igrzysk olimpijskich Seulu, gdzie partnerem deblowym Hiszpana był Sergio Casal. W finale przegrali z Amerykanami Kenem Flachem i Robertem Seguso.
W grze mieszanej Sánchez odniósł 2 zwycięstwa wielkoszlemowe, najpierw we French Open 1987 wspólnie z Pam Shriver oraz podczas US Open 1987 z Martiną Navrátilovą. Ponadto był finalistą US Open 1991 mając za partnerkę swoją siostrę, Arantxę Sánchez Vicario.
Wspólnie z Arantxą Sánchez Vicario, wygrał w roku 1990 nieoficjalne mistrzostwa drużyn mieszanych, Puchar Hopmana, zwyciężając w finale z USA 2:1.
W roku 1992 zwyciężył z reprezentacją Hiszpanii w Drużynowy Puchar Świata w tenisie ziemnym, tworząc zespół wspólnie z Sergim Bruguerą i Sergio Casalsem. W rundzie finałowe Hiszpanie pokonali Czechy 3:0.
W latach 1984–1995 reprezentował kraj w Pucharze Davisa. Rozegrał przez ten okres 55 meczów; w singlu triumfował w 18 pojedynkach, a w deblu w 14 spotkaniach.
Po trzynastu latach w roku 1997 Hiszpan zakończył karierę tenisową. W rankingu deblowym na początku kwietnia 1989 roku został sklasyfikowany na pozycji lidera.
Jest bratem byłej liderki rankingu singlowego i deblowego pań, Arantxay oraz Javiera, wielokrotnego zwycięzcy turniejów deblowych.
Już po zakończeniu kariery, w roku 2008 Sánchez będąc kapitanem drużyny Hiszpanii, doprowadził zespół do końcowego triumfu w Pucharze Davisa. Tuż po tym sukcesie zrezygnował z tej funkcji. W początkiem sezonu 2017 został trenerem Fernanda Verdasco.

### Finały w turniejach ATP World Tour
| Legenda                                      |
| -------------------------------------------- |
| Wielki Szlem                                 |
| Igrzyska olimpijskie                         |
| Tennis Masters Cup / ATP Finals              |
| ATP Masters Series / ATP Tour Masters 1000   |
| ATP International Series Gold / ATP Tour 500 |
| ATP International Series / ATP Tour 250      |

#### Gra pojedyncza (15–12)
| Końcowy wynik | Nr  | Data                 | Turniej      | Nawierzchnia | Przeciwnik             | Wynik finału            |
| ------------- | --- | -------------------- | ------------ | ------------ | ---------------------- | ----------------------- |
| Zwycięzca     | 1.  | 20 kwietnia 1986     | Nicea        | Ceglana      | Paul McNamee           | 6:1, 6:3                |
| Zwycięzca     | 2.  | 11 maja 1986         | Monachium    | Ceglana      | Ricki Osterthun        | 6:1, 6:3                |
| Finalista     | 1.  | 18 maja 1986         | Rzym         | Ceglana      | Ivan Lendl             | 5:7, 6:4, 1:6, 1:6      |
| Zwycięzca     | 3.  | 27 lipca 1986        | Båstad       | Ceglana      | Mats Wilander          | 7:6, 4:6, 6:4           |
| Finalista     | 2.  | 19 kwietnia 1987     | Nicea        | Ceglana      | Kent Carlsson          | 6:7, 3:6                |
| Finalista     | 3.  | 14 czerwca 1987      | Bolonia      | Ceglana      | Kent Carlsson          | 2:6, 1:6                |
| Zwycięzca     | 4.  | 12 lipca 1987        | Gstaad       | Ceglana      | Ronald Agénor          | 6:2, 6:3, 7:6           |
| Zwycięzca     | 5.  | 19 lipca 1987        | Bordeaux     | Ceglana      | Ronald Agénor          | 5:7, 6:4, 6:4           |
| Zwycięzca     | 6.  | 9 sierpnia 1987      | Kitzbühel    | Ceglana      | Miloslav Mečíř         | 6:4, 6:1, 4:6, 6:1      |
| Zwycięzca     | 7.  | 20 września 1987     | Madryt       | Ceglana      | Javier Sánchez         | 6:3, 3:6, 6:2           |
| Finalista     | 4.  | 6 marca 1988         | Indian Wells | Twarda       | Boris Becker           | 5:7, 4:6, 6:2, 4:6      |
| Finalista     | 5.  | 12 czerwca 1988      | Bolonia      | Ceglana      | Alberto Mancini        | 5:7, 6:7                |
| Zwycięzca     | 8.  | 31 lipca 1988        | Hilversum    | Ceglana      | Guillermo Pérez Roldán | 6:3, 6:1, 3:6, 6:3      |
| Finalista     | 6.  | 7 sierpnia 1988      | Kitzbühel    | Ceglana      | Kent Carlsson          | 1:6, 1:6, 6:4, 6:4, 3:6 |
| Finalista     | 7.  | 30 lipca 1989        | Hilversum    | Ceglana      | Karel Nováček          | 2:6, 4:6                |
| Zwycięzca     | 9.  | 6 sierpnia 1989      | Kitzbühel    | Ceglana      | Martín Jaite           | 7:6, 6:1, 2:6, 6:2      |
| Finalista     | 8.  | 1 października 1989  | Bordeaux     | Ceglana      | Ivan Lendl             | 2:6, 2:6                |
| Zwycięzca     | 10. | 7 stycznia 1990      | Wellington   | Twarda       | Richey Reneberg        | 6:7, 6:4, 4:6, 6:4, 6:1 |
| Zwycięzca     | 11. | 8 kwietnia 1990      | Estoril      | Ceglana      | Franco Davín           | 6:3, 6:1                |
| Zwycięzca     | 12. | 14 kwietnia 1991     | Barcelona    | Ceglana      | Sergi Bruguera         | 6:4, 7:6(7), 6:2        |
| Zwycięzca     | 13. | 19 maja 1991         | Rzym         | Ceglana      | Alberto Mancini        | 6:3, 6:1, 3:0 krecz     |
| Zwycięzca     | 14. | 14 lipca 1991        | Gstaad       | Ceglana      | Sergi Bruguera         | 6:1, 6:4, 6:4           |
| Finalista     | 9.  | 25 sierpnia 1991     | Schenectady  | Twarda       | Michael Stich          | 2:6, 4:6                |
| Finalista     | 10. | 29 września 1991     | Palermo      | Ceglana      | Frédéric Fontang       | 6:1, 3:6, 3:6           |
| Zwycięzca     | 15. | 12 stycznia 1992     | Sydney       | Twarda       | Guy Forget             | 6:3, 6:4                |
| Finalista     | 11. | 4 października 1992  | Palermo      | Ceglana      | Sergi Bruguera         | 1:6, 3:6                |
| Finalista     | 12. | 31 października 1993 | Santiago     | Ceglana      | Javier Frana           | 5:7, 6:3, 3:6           |

#### Gra podwójna (50–28)
| Końcowy wynik | Nr  | Data                 | Turniej            | Nawierzchnia    | Partner              | Przeciwnicy                              | Wynik finału                  |
| ------------- | --- | -------------------- | ------------------ | --------------- | -------------------- | ---------------------------------------- | ----------------------------- |
| Finalista     | 1.  | 12 maja 1985         | Monachium          | Ceglana         | Sergio Casal         | Mark Edmondson Kim Warwick               | 6:4, 5:7, 5:7                 |
| Finalista     | 2.  | 21 lipca 1985        | Båstad             | Ceglana         | Sergio Casal         | Stefan Edberg Anders Järryd              | 0:6, 6:7                      |
| Zwycięzca     | 1.  | 11 sierpnia 1985     | Kitzbühel          | Ceglana         | Sergio Casal         | Paolo Canè Claudio Panatta               | 6:3, 3:6, 6:2                 |
| Finalista     | 3.  | 15 września 1985     | Palermo            | Ceglana         | Sergio Casal         | Colin Dowdeswell Joakim Nyström          | 4:6, 7:6, 6:7                 |
| Zwycięzca     | 2.  | 22 września 1985     | Genewa             | Ceglana         | Sergio Casal         | Carlos Kirmayr Cássio Motta              | 6:4, 4:6, 7:5                 |
| Zwycięzca     | 3.  | 29 września 1985     | Barcelona          | Ceglana         | Sergio Casal         | Jan Gunnarsson Michael Mortensen         | 6:3, 6:4                      |
| Finalista     | 4.  | 24 listopada 1985    | Wiedeń             | Dywanowa (hala) | Sergio Casal         | Mike De Palmer Gary Donnelly             | 4:6, 3:6                      |
| Finalista     | 5.  | 13 kwietnia 1986     | Bari               | Ceglana         | Sergio Casal         | Gary Donnelly Tomáš Šmíd                 | 6:2, 4:6, 4:6                 |
| Zwycięzca     | 4.  | 11 maja 1986         | Monachium          | Ceglana         | Sergio Casal         | Broderick Dyke Wally Masur               | 6:3, 4:6, 6:3                 |
| Zwycięzca     | 5.  | 25 maja 1986         | Florencja          | Ceglana         | Sergio Casal         | Mike De Palmer Gary Donnelly             | 6:4, 7:6                      |
| Zwycięzca     | 6.  | 13 lipca 1986        | Gstaad             | Ceglana         | Sergio Casal         | Stefan Edberg Joakim Nyström             | 6:3, 3:6, 6:3                 |
| Zwycięzca     | 7.  | 27 lipca 1986        | Båstad             | Ceglana         | Sergio Casal         | Craig Campbell Joey Rive                 | 6:4, 6:2                      |
| Zwycięzca     | 8.  | 21 września 1986     | Hamburg            | Ceglana         | Sergio Casal         | Boris Becker Eric Jelen                  | 6:4, 6:1                      |
| Zwycięzca     | 9.  | 8 lutego 1987        | Filadelfia         | Dywanowa (hala) | Sergio Casal         | Christo Steyn Danie Visser               | 3:6, 6:1, 7:6                 |
| Finalista     | 6.  | 5 kwietnia 1987      | Mediolan           | Dywanowa (hala) | Sergio Casal         | Boris Becker Slobodan Živojinović        | 6:3, 3:6, 4:6                 |
| Zwycięzca     | 10. | 19 kwietnia 1987     | Nicea              | Ceglana         | Sergio Casal         | Claudio Mezzadri Gianni Ocleppo          | 6:3, 6:3                      |
| Finalista     | 7.  | 10 maja 1987         | Monachium          | Ceglana         | Sergio Casal         | Jim Pugh Blaine Willenborg               | 6:7, 6:4, 4:6                 |
| Zwycięzca     | 11. | 14 czerwca 1987      | Bolonia            | Ceglana         | Sergio Casal         | Claudio Panatta Blaine Willenborg        | 6:3, 6:2                      |
| Finalista     | 8.  | 5 lipca 1987         | Wimbledon, Londyn  | Trawiasta       | Sergio Casal         | Ken Flach Robert Seguso                  | 6:3, 7:6, 6:7, 1:6, 4:6       |
| Zwycięzca     | 12. | 19 lipca 1987        | Bordeaux           | Ceglana         | Sergio Casal         | Darren Cahill Mark Woodforde             | 6:3, 6:3                      |
| Finalista     | 9.  | 2 sierpnia 1987      | Båstad             | Ceglana         | Javier Sánchez       | Stefan Edberg Anders Järryd              | 6:7, 3:6                      |
| Zwycięzca     | 13. | 9 sierpnia 1987      | Kitzbühel          | Ceglana         | Sergio Casal         | Miloslav Mečíř Tomáš Šmíd                | 7:6, 7:6                      |
| Finalista     | 10. | 20 września 1987     | Madryt             | Ceglana         | Sergio Casal         | Carlos di Laura Javier Sánchez           | 3:6, 6:3, 6:7                 |
| Finalista     | 11. | 25 października 1987 | Wiedeń             | Twarda (hala)   | Javier Sánchez       | Mel Purcell Tim Wilkison                 | 3:6, 5:7                      |
| Zwycięzca     | 14. | 29 listopada 1987    | Itaparica          | Twarda          | Sergio Casal         | Jorge Lozano Diego Pérez                 | 6:2, 6:2                      |
| Zwycięzca     | 15. | 17 kwietnia 1988     | Madryt             | Ceglana         | Sergio Casal         | Jason Stoltenberg Todd Woodbridge        | 6:7, 7:6, 6:4                 |
| Zwycięzca     | 16. | 24 kwietnia 1988     | Monte Carlo        | Ceglana         | Sergio Casal         | Henri Leconte Ivan Lendl                 | 6:1, 6:3                      |
| Zwycięzca     | 17. | 5 czerwca 1988       | French Open, Paryż | Ceglana         | Andrés Gómez         | John Fitzgerald Anders Järryd            | 6:3, 6:7, 6:4, 6:3            |
| Zwycięzca     | 18. | 12 czerwca 1988      | Bolonia            | Ceglana         | Javier Sánchez       | Rolf Hertzog Marc Walder                 | 6:1, 7:6                      |
| Finalista     | 12. | 10 lipca 1988        | Gstaad             | Ceglana         | Andrés Gómez         | Petr Korda Milan Šrejber                 | 6:7, 6:7                      |
| Zwycięzca     | 19. | 17 lipca 1988        | Stuttgart          | Ceglana         | Sergio Casal         | Anders Järryd Michael Mortensen          | 4:6, 6:3, 6:4                 |
| Zwycięzca     | 20. | 31 lipca 1988        | Hilversum          | Ceglana         | Sergio Casal         | Magnus Gustafsson Guillermo Pérez Roldán | 7:6, 6:3                      |
| Zwycięzca     | 21. | 7 sierpnia 1988      | Kitzbühel          | Ceglana         | Sergio Casal         | Joakim Nyström Claudio Panatta           | 6:4, 7:5                      |
| Zwycięzca     | 22. | 11 września 1988     | US Open, Nowy Jork | Twarda          | Sergio Casal         | Rick Leach Jim Pugh                      | walkower                      |
| Zwycięzca     | 23. | 18 września 1988     | Barcelona          | Ceglana         | Sergio Casal         | Claudio Mezzadri Diego Pérez             | 6:4, 6:3                      |
| Finalista     | 13. | 1 października 1988  | Seul               | Twarda          | Sergio Casal         | Ken Flach Robert Seguso                  | 3:6, 4:6, 7:6(5), 7:6(1), 7:9 |
| Zwycięzca     | 24. | 27 listopada 1988    | Itaparica          | Twarda          | Sergio Casal         | Jorge Lozano Todd Witsken                | 7:6, 7:6                      |
| Finalista     | 14. | 13 grudnia 1988      | Londyn             | Dywanowa (hala) | Sergio Casal         | Rick Leach Jim Pugh                      | 4:6, 3:6, 6:2, 0:6            |
| Zwycięzca     | 25. | 14 maja 1989         | Hamburg            | Ceglana         | Javier Sánchez       | Boris Becker Eric Jelen                  | 6:4, 6:1                      |
| Zwycięzca     | 26. | 6 sierpnia 1989      | Kitzbühel          | Ceglana         | Javier Sánchez       | Petr Korda Tomáš Šmíd                    | 7:5, 7:6                      |
| Finalista     | 15. | 7 stycznia 1990      | Wellington         | Twarda          | Sergio Casal         | Kelly Evernden Nicolás Pereira           | 4:6, 6:7                      |
| Zwycięzca     | 27. | 18 lutego 1990       | Bruksela           | Dywanowa (hala) | Slobodan Živojinović | Goran Ivanišević Balázs Taróczy          | 7:5, 6:3                      |
| Zwycięzca     | 28. | 8 kwietnia 1990      | Estoril            | Ceglana         | Sergio Casal         | Omar Camporese Paolo Canè                | 7:5, 4:6, 7:5                 |
| Finalista     | 16. | 15 kwietnia 1990     | Barcelona          | Ceglana         | Sergio Casal         | Andrés Gómez Javier Sánchez              | 6:7, 5:7                      |
| Zwycięzca     | 29. | 20 maja 1990         | Rzym               | Ceglana         | Sergio Casal         | Jim Courier Martin Davis                 | 7:6, 7:5                      |
| Zwycięzca     | 30. | 10 czerwca 1990      | French Open, Paryż | Ceglana         | Sergio Casal         | Goran Ivanišević Petr Korda              | 7:5, 6:3                      |
| Zwycięzca     | 31. | 15 lipca 1990        | Gstaad             | Ceglana         | Sergio Casal         | Omar Camporese Javier Sánchez            | 6:3, 3:6, 7:5                 |
| Zwycięzca     | 32. | 29 lipca 1990        | Hilversum          | Ceglana         | Sergio Casal         | Paul Haarhuis Mark Koevermans            | 7:5, 7:5                      |
| Zwycięzca     | 33. | 30 września 1990     | Palermo            | Ceglana         | Sergio Casal         | Carlos Costa Horacio de la Peña          | 6:3, 6:4                      |
| Finalista     | 17. | 25 listopada 1990    | Sanctuary Cove     | Twarda          | Sergio Casal         | Guy Forget Jakob Hlasek                  | 4:6, 6:7, 7:5, 4:6            |
| Zwycięzca     | 34. | 13 stycznia 1991     | Auckland           | Twarda          | Sergio Casal         | Grant Connell Glenn Michibata            | 4:6, 6:3, 6:4                 |
| Zwycięzca     | 35. | 24 lutego 1991       | Stuttgart          | Dywanowa (hala) | Sergio Casal         | Jeremy Bates Nick Brown                  | 6:3, 7:5                      |
| Zwycięzca     | 36. | 12 maja 1991         | Hamburg            | Dywanowa (hala) | Sergio Casal         | Cássio Motta Danie Visser                | 4:6, 6:3, 6:2                 |
| Zwycięzca     | 37. | 21 lipca 1991        | Stuttgart          | Ceglana         | Wally Masur          | Omar Camporese Goran Ivanišević          | 4:6, 6:3, 6:4                 |
| Finalista     | 18. | 25 sierpnia 1991     | Schenectady        | Twarda          | Andrés Gómez         | Javier Sánchez Todd Woodbridge           | 6:3, 6:7, 6:7                 |
| Finalista     | 19. | 29 września 1991     | Palermo            | Ceglana         | Javier Sánchez       | Jacco Eltingh Tom Kempers                | 6:3, 3:6, 3:6                 |
| Zwycięzca     | 38. | 4 listopada 1991     | Búzios             | Twarda          | Sergio Casal         | Javier Frana Leonardo Lavalle            | 4:6, 6:3, 6:4                 |
| Zwycięzca     | 39. | 12 stycznia 1992     | Sydney             | Twarda          | Sergio Casal         | Scott Davis Kelly Jones                  | 3:6, 6:1, 6:4                 |
| Finalista     | 20. | 9 lutego 1992        | Mediolan           | Dywanowa (hala) | Sergio Casal         | Neil Broad David Macpherson              | 7:5, 5:7, 4:6                 |
| Zwycięzca     | 40. | 11 maja 1992         | Hamburg            | Ceglana         | Sergio Casal         | Carl-Uwe Steeb Michael Stich             | 5:7, 6:4, 6:3                 |
| Zwycięzca     | 41. | 26 lipca 1992        | Kitzbühel          | Ceglana         | Sergio Casal         | Horacio de la Peña Vojtěch Flégl         | 6:1, 6:2                      |
| Finalista     | 21. | 30 sierpnia 1992     | Schenectady        | Twarda          | Sergio Casal         | Jacco Eltingh Paul Haarhuis              | 3:6, 4:6                      |
| Zwycięzca     | 42. | 20 września 1992     | Bordeaux           | Ceglana         | Sergio Casal         | Arnaud Boetsch Guy Forget                | 6:1, 6:4                      |
| Finalista     | 22. | 11 kwietnia 1993     | Barcelona          | Ceglana         | Sergio Casal         | Shelby Cannon Scott Melville             | 6:7, 1:6                      |
| Zwycięzca     | 43. | 20 czerwca 1993      | Genua              | Ceglana         | Sergio Casal         | Mark Koevermans Greg Van Emburgh         | 6:3, 7:6                      |
| Zwycięzca     | 44. | 4 października 1993  | Palermo            | Ceglana         | Sergio Casal         | Juan Garat Jorge Lozano                  | 6:3, 6:3                      |
| Zwycięzca     | 45. | 17 października 1993 | Tel Awiw-Jafa      | Twarda          | Sergio Casal         | Mike Bauer David Rikl                    | 6:4, 6:4                      |
| Zwycięzca     | 46. | 7 listopada 1993     | São Paulo          | Ceglana         | Sergio Casal         | Pablo Albano Javier Frana                | 4:6, 7:6, 6:4                 |
| Finalista     | 23. | 14 listopada 1993    | Buenos Aires       | Ceglana         | Sergio Casal         | Tomás Carbonell Carlos Costa             | 4:6, 4:6                      |
| Zwycięzca     | 47. | 10 lipca 1994        | Gstaad             | Ceglana         | Sergio Casal         | Menno Oosting Daniel Vacek               | 7:6, 6:4                      |
| Finalista     | 24. | 7 sierpnia 1994      | Kitzbühel          | Ceglana         | Sergio Casal         | David Adams Andriej Olchowski            | 7:6, 3:6, 5:7                 |
| Finalista     | 25. | 6 listopada 1994     | Montevideo         | Ceglana         | Sergio Casal         | Marcelo Filippini Luiz Mattar            | 6:7, 4:6                      |
| Zwycięzca     | 48. | 13 listopada 1994    | Buenos Aires       | Ceglana         | Sergio Casal         | Tomás Carbonell Francisco Roig           | 6:3, 6:2                      |
| Zwycięzca     | 49. | 7 maja 1995          | Atlanta            | Ceglana         | Sergio Casal         | Jared Palmer Richey Reneberg             | 6:7, 6:3, 7:6                 |
| Finalista     | 26. | 21 maja 1995         | Coral Springs      | Ceglana         | Sergio Casal         | Todd Woodbridge Mark Woodforde           | 3:6, 1:6                      |
| Zwycięzca     | 50. | 5 listopada 1995     | Montevideo         | Ceglana         | Sergio Casal         | Jiří Novák David Rikl                    | 2:6, 7:6, 7:6                 |
| Finalista     | 27. | 10 marca 1996        | Meksyk             | Ceglana         | Nicolás Pereira      | Donald Johnson Francisco Montana         | 2:6, 4:6                      |
| Finalista     | 28. | 29 września 1996     | Palermo            | Ceglana         | Cristian Brandi      | Andrew Kratzmann Marcos Ondruska         | 6:7, 4:6                      |

#### Gra mieszana (2–1)
| Końcowy wynik | Nr | Data             | Turniej            | Nawierzchnia | Partnerka               | Przeciwnicy                  | Wynik finału  |
| ------------- | -- | ---------------- | ------------------ | ------------ | ----------------------- | ---------------------------- | ------------- |
| Zwycięzca     | 1. | 7 czerwca 1987   | French Open, Paryż | Ceglana      | Pam Shriver             | Lori McNeil Sherwood Stewart | 6:3, 7:6      |
| Zwycięzca     | 2. | 14 września 1987 | US Open, Nowy Jork | Twarda       | Martina Navrátilová     | Betsy Nagelsen Paul Annacone | 6:4, 6:7, 7:6 |
| Finalista     | 1. | 8 września 1991  | US Open, Nowy Jork | Twarda       | Arantxa Sánchez Vicario | Manon Bollegraf Tom Nijssen  | 2:6, 6:7(2)   |